# Dziczy Las
Dziczy Las este o arie protejată (sit de importanță comunitară — SCI) din Polonia întinsă pe o suprafață de 1.765,72 ha, integral pe uscat.

## Localizare
Centrul sitului Dziczy Las este situat la coordonatele 53°02′59″N 14°43′09″E / 53.0497°N 14.7193°E.

## Înființare
Situl Dziczy Las a fost declarat sit de importanță comunitară în octombrie 2009 pentru a proteja 1 specie de plante și 3 specii de animale.

## Biodiversitate
Situată în ecoregiunea continentală, aria protejată conține 10 habitate naturale: Păduri aluvionare cu Alnus glutinosa și Fraxinus excelsior (Alno-Padion, Alnion incanae, Salicion albae), Lacuri eutrofice naturale cu vegetație de tip Magnopotamion sau Hydrocharition, Fânețe de joasă altitudine (Alopecurus pratensis, Sanguisorba officinalis), Turbării active, Mlaștini turboase de tranziție și turbării mișcătoare, Mlaștini alcaline, Păduri de fag Luzulo-Fagetum, Păduri de fag Asperulo-Fagetum, Păduri de stejar sau de stejar și carpen sub-atlantice și medio-europene de Carpinion betuli, Mlaștini împădurite.
La baza desemnării sitului se află mai multe specii protejate:
- plante (1): Hamatocaulis vernicosus
- amfibieni (1): buhai de baltă cu burta roșie (Bombina bombina)
- nevertebrate (2): croitorul mare al stejarului (Cerambyx cerdo), Osmoderma eremita